# 深沢エミ
深沢 エミ（ふかさわ えみ、1960年8月15日 - ）は、日本の女優、声優。東京都出身。

## 来歴
青年座研究所卒業（5期生）。U快連邦、劇団喜楽団を経てプロダクション・タンク所属。

## 人物
特技・資格はドッグトレーナー、動物介護士、乗馬（19年）、書道（10年）、編物、日本舞踊（藤間流）、料理、読書、中型自動車免許。

## 出演

### 映画
- お受験
- 義務と演技
- 霧の子午線
- Deep Loveアユの物語
- 東京ゾンビ

### テレビドラマ
- あぐり
- ありふれた奇跡
- 生きるチカラ
- ウルトラQ dark fantasy - パソコンオタクの母
- ウルトラマンメビウス - ソリチュラと同化した女
- 父娘刑事
- 響子
- 警視庁電話指導官〜深川真理子の事件簿 - 鷺沼の愛人
- 劇団演技者。「さよなら西湖クン」
- ごくせん
- さよなら小津先生SP
- さわやか3組
- 新・天までとどけ
- はぐれ刑事純情派（2002年） - 山本福子
- スイーツドリーム
- 太陽と海の教室
- たったひとつの恋
- 中学生日記
- 東京DOGS - 矢野きみえ
- 時々大人も迷々
- はぐれ刑事純情派
- 働きマン
- はみだし刑事情熱系
- ビッグウイング
- 貧乏男子 ボンビーメン
- 蜜の味〜A Taste Of Honey〜 - 彩の母親
- 夜光の階段
- 世にも奇妙な物語
  - 「過去からの日記」（2004年） - 北嶋里美
- ラブレター - 自転車の女性
- 理由
- 臨床心理士4
- リーガルハイ - 板橋明美
- DOCTORS〜最強の名医〜（2015年） - 春川幸紀
- ヘッドハンター（2018年） - 牧野千春の母
- 罠の戦争（2023年）
- 正直不動産2 第9話（2024年） - 柿沢和子
- ビリオン×スクール 第9話（2024年8月30日、フジテレビ） - 車椅子の女性 役[3]

### テレビアニメ
- 焼きたて!!ジャぱん（2004年）
- 結界師（2008年、女性）
- 名探偵コナン（2017年、小久保直子）

### 吹き替え

#### 映画
- エージェント・オブ・ウォー（マーシャ）
- クラーケン
- シルク
- ダブルチーム
- 断崖（オリオール・リイ）
- ナルニア国物語
- プリティ・ヘレン
- ボルベール〈帰郷〉（パウラ伯母さん）
- メン・イン・ブラック2 ※テレビ朝日版
- リザレクション
- レイク・オブ・ザ・デッド

#### テレビドラマ
- アグリー・ベティ（覆面の女性）
- ER緊急救命室シーズン13 #7（ブラダ〈イリーナ・ダヴィドフ〉）
- WITHOUT A TRACE/FBI 失踪者を追え!
- クリミナル・マインド FBI行動分析課
- グレイズ・アナトミー 恋の解剖学
- ゴースト 〜天国からのささやき（ベス）
- コールドケース 迷宮事件簿
- ジェリコ 閉ざされた街（グレネシー）
- 朱蒙
- デスパレート
- ナイト ミュージアム
- バトルスターギャラクティカ（エレン）
- ブラザーズ&シスターズ
- マイ・ラブ・リンリン
- ミディアム 霊能者アリソン・デュボア
- 名探偵モンク
- LOST

### ナレーション
- 消防庁
- 総務省
- 東急
- 法務省